# Fidenae
Fidenae (łac. Dioecesis Fidenatensis, wł. Diocesi di Fidene) – stolica historycznej diecezji w Italii.
Starożytne etruskie miasto Fidenae znajduje się obecnie w granicach administracyjnych Rzymu we Włoszech. Obecnie katolickie biskupstwo tytularne ustanowione w 1966 przez papieża Pawła VI. 

## Biskupi tytularni
| Lp. | Biskup                 | Funkcja                              | Od               | Do                  |
| --- | ---------------------- | ------------------------------------ | ---------------- | ------------------- |
| 1   | Maffeo Giovanni Ducoli | biskup pomocniczy Werony (Włochy)    | 22 kwietnia 1967 | 7 października 1975 |
| 2   | Giacomo Biffi          | biskup pomocniczy Mediolanu (Włochy) | 7 grudnia 1975   | 19 kwietnia 1984    |
| 3   | Giacinto Berloco       | nuncjusz apostolski                  | 15 marca 1990    |                     |